# Heinrich Kihn
Heinrich Kihn (* 30. April 1833 in Michelbach; † 30. Januar 1912 in Würzburg) war ein deutscher katholischer Priester und Theologe.

## Leben
Er studierte ab 1853 Theologie und Philologie an der Universität Würzburg. Nach der Priesterweihe 1857 wurde er 1874 außerordentlicher Professor für Patrologie, theologische Einleitungswissenschaften und Hermeneutik. 1879 wechselte er auf den Lehrstuhl für Kirchenrecht.
Er war Mitglied der katholischen Studentenverbindung KStV Walhalla Würzburg sowie Ehrenmitglied der KDStV Markomannia Würzburg und KStV Normannia Würzburg.

## Schriften (Auswahl)
- Weg zur Weisheit. Andachtsbuch für Studirende und Gebildete. Eichstätt 1870.
- Theodor von Mopsuestia und Junilius Africanus als Exegeten. Nebst einer kritischen Textausgabe von des letzteren Instituta regularia divinae legis. Freiburg im Breisgau 1880
- Der Ursprung des Briefes an Diognet. Freiburg im Breisgau 1882.
- Encyklopädie und Methodologie der Theologie. Freiburg im Breisgau 1892.